# Salvador Novo
Salvador Novo López (n. 30 iulie 1904, Ciudad de Mexico – d. 13 ianuarie 1974, Ciudad de Mexico) a fost un scriitor mexican, poet, dramaturg, traducător, prezentator de televiziune, om de afaceri. Ca intelectual notabil, a influențat percepția populară a politicii, mediei, artelor și a societății mexicane în general. A fost un membru activ al grupului literar de la revista Los Contemporáneos

## Opera
- 1925 - XX Poemas (Douăzeci de poeme)
- 1933 - Nuevo amor (Iubire nouă)
- 1933 - Espejo (Oglinda)
- 1934 - Seamen Rhymes
- 1934 - Romance de Angelillo y Adela
- 1934 - Poemas proletarios
- 1934 - Never ever
- 1937 - Un poema
- 1938 - En defensa de lo usado y otros ensayos.
- 1938 - Poesías escogidas (Poeme alese)
- 1944 - Nuestra Tierra
- 1944 - Dueno mio (Stăpân al meu)
- 1945 - Florido laude
- 1945 - La estatua de sal (autobiografie, publicată în 1998).
- 1947 - Nueva grandeza mexicana
- 1952 - Las aves en la poesía castellana.
- 1955 - Dieciocho sonetos
- 1955 - Sátira, el libro ca...
- 1961 - Poesía
- 1962 - Breve historia de Coyoacán
- 1962 - Letras vencidas.
- 1964 - Breve historia y antología sobre la fiebre amarilla.
- 1965 - Crónica regiomontana
- 1967 - Historia gastronómica de la Ciudad de México
- 1967 - Imagen de una ciudad cu fotografii de Pedro Bayona
- 1967 - Apuntes para una historia de la publicidad en la Ciudad de México
- 1968 - La ciudad de México en 1867
- 1971 - Historia y leyenda de Coyoacán
- 1972 -  Las Locas, el sexo, los burdeles
- 1974 - Seis siglos de la Ciudad de México
- 1974 - Los paseos de la Ciudad de México.
- La vida en México en el periodo presidencial de Lázaro Cárdenas
- La vida en México en el periodo presidencial de Manuel Ávila Camacho
- La vida en México en el periodo presidencial de Miguel Alemán
- La vida en México en el periodo presidencial de Gustavo Díaz Ordaz
- Return Ticket (Un viaje a Hawai), nuvela

### Teatru
- Don Quijote (1947)
- Astucia (1948)
- La culta dama (1948) (a inspirat un film mexican cu același titlu, realizat în 1957 de Rogelio A. González Jr.[8]
- A ocho columnas
- Diálogos
- Yocasta o casi
- Cuauhtémoc
- La guerra de las gordas
- Ha vuelto Ulises
- El sofá
- El espejo encantado